# ماري بيركنز ريان
ماري بيركنز ريان (بالإنجليزية: Mary Perkins Ryan)‏ هي كاتِبة أمريكية، ولدت في 10 أبريل 1912، وتوفيت في 12 أكتوبر 1993.